# Otto Barth (malíř)
Otto Barth (3. října 1876 Vídeň, Rakousko-Uhersko - 9. srpna 1916 tamtéž) byl rakouský akademický malíř, grafik a alpinista.

## Život
Otto Barth se narodil jako druhý syn uměleckého a okrasného zahradníka Johanna Bartha a jeho ženy Anny. V dětství býval fyzicky slabý a často nemocný. Zdraví mu pomohl zlepšit intenzivní pobyt na horách. Zprvu navštěvoval uměleckou školu a později začal studovat na Akademii.
Jeho blízkým přítelem byl malíř a horolezec Gustav Jahn. Společně podnikly mnoho výprav, některými z nich byly prvovýstupy. Otto Barth založil uměleckou skupinu s názvem Phalanx. Později se stal členem skupiny Hagenbund ve Vídni.
Během první světové války sloužil v hodnosti nadporučíka jako pobočník velitele c. a k. důstojnické stanice pro válečné zajatce (k.u.k. Offiziersstation für Kriegsgefangene) ve Waidhofenu an der Ybbs. Zde jej v červnu 1916 zastihla nemoc, se kterou se léčil v důstojnické nemocnici ve Vídni. 9. srpna však nemoci podlehl.

## Dílo
Barth měl na kontě desítky knižních ilustrací, grafik v horolezeckých časopisech a řadu obrazů. Získal také několik zakázek na výzdobu veřejných budov, například nádraží v Salcburku, radnice v Krnově či hotelu Herzoghof v Badenu.
Výběr obrazů:
- Verlassene Alm - s tímto obrazem reprezentoval rakouské umění na mezinárodní výstavě v Římě.
- Morgengebet der Bergführer auf dem Gipfel des Großglockners (1911) - od roku 1915 se nacházel v Alpines Museum v Mnichově[4]. V současnosti je umístěn ve sbírkách Alpenverein-Museum Innsbruck.
- Der letzte Gang
- Ostersonntag in Rauris

## Galerie

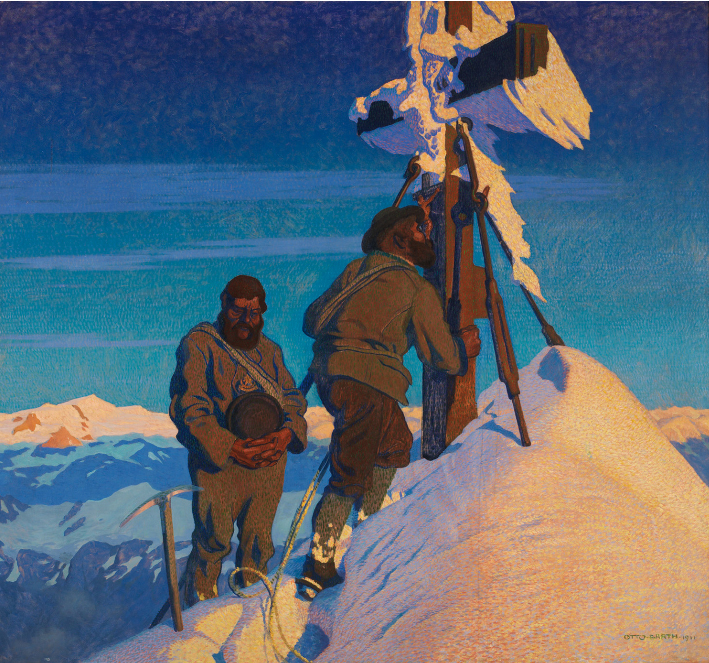
Morgengebet der Kalser Bergführer auf dem Großglockner (1911)